# Cristian Brandi
Cristian Brandi (Brindisi, 10 giugno 1970) è un allenatore di tennis ed ex tennista italiano.

## Carriera
Raggiunse il suo best ranking in singolare il 30 gennaio 1989 con la 544ª posizione mentre nel doppio divenne il 3 aprile 2000, il 50º del ranking ATP.
Specialista del doppio, in carriera ha vinto due tornei del circuito ATP: l'Estoril Open e gli Internazionali di Tennis di San Marino in coppia rispettivamente con i connazionali Federico Mordegan e Filippo Messori. Ha vinto inoltre dodici tornei del circuito Challenger perlopiù su territorio italiano e sempre su terra battuta. In dodici altre occasioni ha raggiunto la finale di tornei ATP uscendone sconfitto.
Ha fatto parte della squadra italiana di Coppa Davis tra il 1994 e il 1995 con un bilancio di due vittorie e una sconfitta sempre in doppio.

## Statistiche

### Doppio

#### Vittorie (2)
| Legenda                                                      |
| Grande Slam (0)                                              |
| ATP Tour World Championships / Tennis Masters Cup (0)        |
| ATP Super 9 / Tennis Masters Series (0)                      |
| ATP Championships Series / ATP International Series Gold (0) |
| ATP World Series / ATP International Series (2)              |

| Numero | Data          | Torneo                                             | Superficie  | Compagno          | Avversari in finale            | Punteggio |
| 1.     | 28 marzo 1994 | Estoril Open, Estoril                              | Terra rossa | Federico Mordegan | Richard Krajicek Menno Oosting | W/O       |
| 2.     | 4 agosto 1997 | Internazionali di Tennis di San Marino, San Marino | Terra rossa | Filippo Messori   | Brandon Coupe David Roditi     | 7-5, 6-4  |

| Legenda tornei minori |
| Challenger (12)       |
| Futures (0)           |

| Numero | Data              | Torneo                                      | Superficie  | Compagno          | Avversari in finale               | Punteggio        |
| 1.     | 3 settembre 1990  | Venice Challenger, Venezia                  | Terra rossa | Federico Mordegan | Nils Holm Henrik Holm             | 6-1, 6-4         |
| 2.     | 30 settembre 1991 | Siracusa Challenger, Siracusa               | Terra rossa | Massimo Boscatto  | Diego Nargiso Stefano Pescosolido | 3-6, 7-6, 7-6    |
| 3.     | 7 ottobre 1991    | Reggio Calabria Challenger, Reggio Calabria | Terra rossa | Federico Mordegan | Massimo Boscatto Eugenio Rossi    | 7-5, 6-3         |
| 4.     | 15 marzo 1993     | Bergamo Challenger, Bergamo                 | Cemento (i) | Cristiano Caratti | Sander Groen Arne Thoms           | 4-6, 6-4, 6-1    |
| 5.     | 5 aprile 1993     | Parioli Challenger, Parioli                 | Terra rossa | Federico Mordegan | Sean Cole Jon Ireland             | 6-3, 7-5         |
| 6.     | 5 settembre 1994  | Venice Challenger, Venezia                  | Terra rossa | Federico Mordegan | Tomas Nydahl Simon Youl           | 6-3, 4-6, 6-3    |
| 7.     | 4 settembre 1995  | Merano Challenger, Merano                   | Terra rossa | Igor Gaudi        | Giorgio Galimberti Federico Rovai | 7-6, 6-3         |
| 8.     | 12 agosto 1996    | Poznań Challenger, Poznań                   | Terra rossa | Filippo Messori   | Devin Bowen David Roditi          | 6-3, 6-4         |
| 9.     | 14 ottobre 1996   | Mallorca Challenger, Maiorca                | Terra rossa | Filippo Messori   | Dominik Hrbatý David Škoch        | 7-6, 6-3         |
| 10.    | 6 luglio 1998     | Ostend Challenger, Ostenda                  | Terra rossa | Filippo Messori   | Diego del Río Vincenzo Santopadre | 4-6, 6-2, 6-3    |
| 11.    | 13 agosto 2001    | Bressanone Challenger, Bressanone           | Terra rossa | Massimo Bertolini | Stephen Huss Lee Pearson          | 7-5, 6-3         |
| 12.    | 25 marzo 2002     | Open Barletta, Barletta                     | Terra rossa | Massimo Bertolini | Renzo Furlan Uros Vico            | 4-6, 6-3, 7–6(4) |

#### Sconfitte in finale (9)
| Numero | Data              | Torneo                                             | Superficie  | Compagno          | Avversari in finale               | Punteggio           |
| 1.     | 27 luglio 1992    | Internazionali di Tennis di San Marino, San Marino | Terra rossa | Federico Mordegan | Nicklas Kulti Mikael Tillström    | 2-6, 2-6            |
| 2.     | 14 marzo 1994     | Grand Prix Hassan II, Casablanca                   | Terra rossa | Federico Mordegan | David Adams Menno Oosting         | 3-6, 4-6            |
| 3.     | 3 ottobre 1994    | Athens Open, Atene                                 | Terra rossa | Federico Mordegan | Luis Lobo Javier Sánchez          | 7-5, 1-6, 4-6       |
| 4.     | 23 settembre 1996 | Campionati Internazionali di Sicilia, Palermo      | Terra rossa | Emilio Sánchez    | Andrew Kratzmann Marcos Ondruska  | 6-7, 4-6            |
| 5.     | 23 marzo 1998     | Grand Prix Hassan II, Casablanca                   | Terra rossa | Federico Mordegan | Andrea Gaudenzi Diego Nargiso     | 4-6, 6-7            |
| 6.     | 12 aprile 1999    | Torneo Godó, Barcellona                            | Terra rossa | Massimo Bertolini | Paul Haarhuis Evgenij Kafel'nikov | 5-7, 3-6            |
| 7.     | 26 aprile 1999    | BMW Open, Monaco di Baviera                        | Terra rossa | Massimo Bertolini | Daniel Orsanic Mariano Puerta     | 6(3)–7, 6-3, 6(3)–7 |
| 8.     | 26 luglio 1999    | Croatia Open Umag, Umago                           | Terra rossa | Massimo Bertolini | Mariano Puerta Javier Sánchez     | 6-3, 2-6, 3-6       |
| 9.     | 8 luglio 2002     | Swiss Open Gstaad, Gstaad                          | Terra rossa | Massimo Bertolini | Joshua Eagle David Rikl           | 6(5)–7, 4-6         |